# Sveinbjörn Pétursson
Sveinbjörn Pétursson (* 30. November 1988 in Ísafjörður) ist ein Handballtorwart aus Island.
Der 1,87 Meter große und 95 Kilogramm schwere Torhüter stand ab der Saison 2012/13 beim EHV Aue unter Vertrag. Zuvor spielte er von 2010 bis 2012 bei KA Akureyri und von 2009 bis 2012 beim HK Kópavogur. Im Sommer 2016 schloss er sich dem isländischen Erstligisten UMF Stjarnan an. Vier Jahre später kehrte er zum EHV Aue zurück.
Für die isländische Nationalmannschaft bestritt er bis August 2017 elf Länderspiele; er stand im erweiterten Aufgebot für die Weltmeisterschaft 2011.